# غرير
الغُرَيْر أو الغرغر أو الزبزب هو حيوان ثديي آكل للحوم قصير الأرجل ينتمي إلى فصيلة ابن عرس (والتي تشمل أيضًا حيوانات القُضَاعة والشره والخز والدلق وابن عرس وفأر الخيل ابن مقرض). الغرير هي مجموعة تصنيفية متعددة العرق أكثر من كونها مجموعة تصنيفية طبيعية، حيث توحدها أجسادهم التي في وضعية القرفصاء والتكيف مع النشاط الحفري. كلهم ينتمون إلى رتبة كلبيات الشكل الفرعية المنتمية إلى رتبة اللواحم.
للغُرير غُدَد شَرجية يطلق منها رائحة كريهة كلّما استشعر أذىً أو انزعاجًا.

## من أنواعه
- الغرير الأمريكي
- غرير العسل